# Дивата орда
„Дивата орда“ (на английски: The Wild Bunch) е американски уестърн филм, излязъл по екраните през 1969 година, режисиран от Сам Пекинпа с участието на Уилям Холдън, Ърнест Боргнайн и Робърт Райън в главните роли. Сценарият е написан също от режисьора заедно с Уелън Грийн.

## Сюжет
В центъра на сюжета е престъпна банда в Тексас от началото на XX век, която е притисната между група преследвачи, водена от неин бивш член, и корумпиран бунтовнически главатар в Мексико.

## В ролите
| Изпълнител       | Роля              |
| ---------------- | ----------------- |
| Уилям Холдън     | Пайк Проповедника |
| Ърнест Боргнайн  | Дъч Енгстром      |
| Робърт Райън     | Дийк Торнтън      |
| Еднънд Обрайън   | Фреди Сайкс       |
| Уорън Оутс       | Лил Горч          |
| Хайме Санчес     | Анхел             |
| Бен Джонсън      | Тектър Горч       |
| Емилио Фернандес | генерал Мапачи    |
| Л. К. Джоунс     | Ти-Си             |

## Награди и Номинации
Филмът е поставен от Американския филмов институт в някои категории както следва:
- АФИ 100 години... 100 филма – #80
- АФИ 100 години... 100 трилъра – #69
- АФИ 100 години... 100 филма (10-о юбилейно издание) – #79
- АФИ 10-те топ 10 – #6 Уестърн

- През 1999 година, филмът е избран за част от културно наследство за опазване в Националния филмов регистър към Библиотеката на Конгреса на САЩ.